# Centro intelligence interforze
Il Centro intelligence interforze (C.I.I.) è una struttura di intelligence del II Reparto informazioni e sicurezza dello stato maggiore della Difesa. Istituito nel 1997 è operativo dal 2000 e svolge le funzioni di servizi segreti tecnico militari delle forze armate italiane.

## Storia
Nel 1997 si decise di sostituire e accentrare i tre SIOS delle forze armate italiane allo stato maggiore della difesa. Il trasferimento di competenza è stato sancito dalla direttiva del ministro della Difesa nº 1/30863/14.1.8/97 del 15 maggio 1997 e l'attività, dopo una fase sperimentale, ha portato il 1º settembre 2000 alla costituzione del II Reparto informazioni e sicurezza dello Stato maggiore della difesa.
Dal "Reparto per le informazioni operative" del II R.I.S. dipendono sia il Centro intelligence interforze (C.I.I.), sia la Scuola interforze intelligence-guerra elettronica. La scuola il'1º aprile 2004 si è trasformata nel Centro interforze di formazione intelligence e guerra elettronica, unico polo formativo per l'intelligence tecnico-militare italiana.

## Funzioni
Il C.I.I. è interno alle stesse forze armate italiane e si occupa essenzialmente di problematiche militari. Esso si occupa principalmente di questioni di intelligence, di raccolta ed eleborazione informazioni. Tramite il RIS opera in collegamento con l'AISE, il servizio informazioni e controspionaggio per le operazioni all'estero.

## Organizzazione

### Organi centrali
- Comandante
  - Ufficio Affari Generali
  - Ufficio Amministrazione
  - Ufficio Medint
  - Vice Comandante Operativo
    - Ufficio Cyber Intelligence
    - Ufficio RAT
    - Ufficio V.A.S.O.
    - Ufficio Intelligence Terrestre
    - Ufficio Intelligence Marina
    - Ufficio Intelligence Aerea
    - Ufficio C.O.C.I.

  - Vice Comandante Tecnico Logistico
    - Ufficio Logistico
    - Ufficio Tecnico Operativo
    - Ufficio Servizi Sede

  - COBAR
  - 1º Gruppo A.I.
  - 2º Gruppo A.I.

### Unità territoriali
Le seguenti unità del C.I.I., anche storiche, sono state evinte da documentazione ufficiale on line del Ministero della Difesa:

#### Fino al 30 aprile 2004
- C.I.I. - Centro Intelligence Interforze (Castel Malnome)
  - 1º D.A.I. - Distaccamento autonomo interforze (Castel Malnome, Monterotondo, Fiumicino)
  - 2º D.A.I. - Distaccamento autonomo interforze (Udine)
  - 3º D.A.I. - Distaccamento autonomo interforze (Conero)
  - 4º D.A.I. - Distaccamento autonomo interforze (Lecce)
  - 5º D.A.I. - Distaccamento autonomo interforze (Jacotenente) già 6 °C.R.S. Centro Radio Speciale del CORE poi evolutosi in Gr.A.E.S. (Gruppo Analisi Elaborazioni Speciali) nella cui sede, attualmente del 5° D.A.I., era operativa la 6ª Squadriglia poi Sezione A.E.S.
  - 6º D.A.I. - Distaccamento autonomo interforze (Selva di Fasano)
  - 7º D.A.I. - Distaccamento autonomo interforze (Lampedusa)
    - 1º N.C.R.L. - Nucleo comunicazioni e radiolocalizzazioni (Chioggia)[4]
    - 2º N.C.R.L. - Nucleo comunicazioni e radiolocalizzazioni (Tirrenia)
    - 3º N.C.R.L. - Nucleo comunicazioni e radiolocalizzazioni (Pula)
    - 4º N.C.R.L. - Nucleo comunicazioni e radiolocalizzazioni (Otranto)
    - 5º N.C.R.L. - Nucleo comunicazioni e radiolocalizzazioni (Messina)
    - 6º N.C.R.L. - Nucleo comunicazioni e radiolocalizzazioni (Portopalo di Capo Passero)
    - 7º N.C.R.L. - Nucleo comunicazioni e radiolocalizzazioni (Pantelleria)
    - 8º N.C.R.L. - Nucleo comunicazioni e radiolocalizzazioni (Amendola)[4]

#### Fino al 12 gennaio 2007
- C.I.I. - Centro intelligence interforze (Castel Malnome)
  -     - Compagnia Difesa e Servizi (Castel Malnome)[5]
    - Compagnia Trasporti (Castel Malnome)[5]

  - 1º D.A.I. - Distaccamento autonomo interforze (Castel Malnome, Monterotondo, Fiumicino)[6]
  - 2º D.A.I. - Distaccamento autonomo interforze (Udine)
  - 3º D.A.I. - Distaccamento autonomo interforze (Conero)
  - 4º D.A.I. - Distaccamento autonomo interforze (Surbo, Masseria Olmo, Borgo Piave)
  - 5º D.A.I. - Distaccamento autonomo interforze (Jacotenente) già 6 °C.R.S. Centro Radio Speciale del CORE poi evolutosi in Gr.A.E.S. (Gruppo Analisi Elaborazioni Speciali) nella cui sede, attualmente del 5° D.A.I., era operativa la 6ª Squadriglia poi Sezione A.E.S.
  - 6º D.A.I. - Distaccamento autonomo interforze (Selva di Fasano)[7]
  - 7º D.A.I. - Distaccamento autonomo interforze (Lampedusa)[8]
    - 2º N.C.R.L. - Nucleo comunicazioni e radiolocalizzazioni (Tirrenia)[9]
    - 3º N.C.R.L. - Nucleo comunicazioni e radiolocalizzazioni (Pula)[10]
    - 4º N.C.R.L. - Nucleo comunicazioni e radiolocalizzazioni (Otranto)[11]
    - 5º N.C.R.L. - Nucleo comunicazioni e radiolocalizzazioni (Messina)[12]
    - 6º N.C.R.L. - Nucleo comunicazioni e radiolocalizzazioni (Portopalo di Capo Passero)[13]
    - 7º N.C.R.L. - Nucleo comunicazioni e radiolocalizzazioni (Pantelleria)[14]

#### Dal 12 gennaio 2007
- C.I.I. - Centro intelligence interforze (Castel Malnome)
  -     - Compagnia difesa e servizi (Castel Malnome)
    - Compagnia trasporti (Castel Malnome)

  - 1º Gr.A.I. - Gruppo autonomo interforze (Castel Malnome)[15]
    - Compagnia Comando (Castel Malnome)[16]
    - Compagnia controllo e ricerca (Castel Malnome)[16]

  - 2º Gr.A.I. - Gruppo autonomo interforze (Selva di Fasano)[17]
    - Compagnia comando (Selva di Fasano)[16]
    - Compagnia controllo e ricerca (Selva di Fasano)[16]

  - 2º D.A.I. - Distaccamento autonomo interforze (Udine)
  - 3º D.A.I. - Distaccamento autonomo interforze (Conero)
  - 4º D.A.I. - Distaccamento autonomo interforze (Surbo, Masseria Olmo, Borgo Piave)
  - 5º D.A.I. - Distaccamento autonomo interforze (Jacotenente) già 6 °C.R.S. Centro Radio Speciale del CORE poi evolutosi in Gr.A.E.S. (Gruppo Analisi Elaborazioni Speciali) nella cui sede, attualmente del 5° D.A.I., era operativa la 6ª Squadriglia poi Sezione A.E.S.
  - 1º N.S.T. - Nucleo supporto tecnico (Tirrenia)[18]
    - 1º N.C.R. - Nucleo controllo e ricerca (Monterotondo)[15]
    - 3º N.C.R. - Nucleo controllo e ricerca (Pula)[19]
    - 4º N.C.R. - Nucleo controllo e ricerca (Otranto)[20]
    - 5º N.C.R. - Nucleo controllo e ricerca (Messina)[21]
    - 6º N.C.R. - Nucleo controllo e ricerca (Portopalo di Capo Passero)[22]
    - 7º N.C.R. - Nucleo controllo e ricerca (Pantelleria)[23]
    - 9º N.C.R. - Nucleo controllo e ricerca (Lampedusa)[24]

## Sedi del C.I.I.
I seguenti insediamenti del C.I.I., anche storici, sono stati evinti da documentazione ufficiale on line del Ministero della difesa:
| Tipologia | Indirizzo                                                                                      | Comune                    | Provincia | Regione               | Posizionamento              | Note | Stato                                   |
| --- | ---------------------------------------------------------------------------------------------- | ------------------------- | --------- | --------------------- | --------------------------- | --- | --------------------------------------- |
| * C.I.I. - Centro intelligence interforze * Compagnia difesa e servizi * Compagnia trasporti * 1º Gr.A.I. - Gruppo autonomo interforze * Compagnia comando * Compagnia controllo e ricerca * 1º D.A.I. - Distaccamento autonomo interforze (non più esistente dal 12 gennaio 2007) | Via di Monte Carnevale, 381 - Località Castel Malnome                                          | Roma                      | RM        | Lazio                 | 41°50′21.81″N 12°17′29.69″E | | In attività                             |
| * 2º Gr.A.I. - Gruppo autonomo interforze * Compagnia comando * Compagnia controllo e ricerca * 6º D.A.I. - Distaccamento autonomo interforze (non più esistente dal 12 gennaio 2007)                                                                                              | Viale Panoramico, 10 - Contrada Coppolicchio - Località Selva di Fasano                        | Fasano                    | BR        | Puglia                | 40°49′19.24″N 17°20′13.76″E | | In attività                             |
| * 2º D.A.I. - Distaccamento autonomo interforze | Dietro aeroporto                                                                               | Campoformido              | UD        | Friuli-Venezia Giulia |                             | | In attività                             |
| * 3º D.A.I. - Distaccamento autonomo interforze | Monte Conero                                                                                   | Sirolo                    | AN        | Marche                |                             | | In attività                             |
| * 4º D.A.I. - Distaccamento autonomo interforze |                                                                                                | Surbo                     | LE        | Puglia                |                             | | In attività                             |
| * 4º D.A.I. - Distaccamento autonomo interforze | Località Masseria Olmo                                                                         | Lecce                     | LE        | Puglia                |                             | | In attività                             |
| * 4º D.A.I. - Distaccamento autonomo interforze | Località Borgo Piave                                                                           | Lecce                     | LE        | Puglia                |                             | | In attività                             |
| * 5º D.A.I. - Distaccamento autonomo interforze | Foresta Umbra - Località Monte Jacotenente                                                     | Monte Sant'Angelo         | FG        | Puglia                | 41°47′29.19″N 16°02′59.14″E | Già 6 °C.R.S. Centro Radio Speciale del CORE/SIOS AM poi evolutosi in Gr.A.E.S. (Gruppo Analisi Elaborazioni Speciali) nella cui sede, attualmente del 5° D.A.I., era operativa la 6ª Squadriglia poi Sezione A.E.S. | In attività                             |
| * 1º N.S.T. - Nucleo supporto tecnico * 2º N.C.R.L. - Nucleo comunicazioni e radiolocalizzazioni (non più esistente dal 12 gennaio 2007) | Via di Bigattiera (Lato Monte), 26 - Località Tirrenia                                         | Pisa                      | PI        | Toscana               | 43°39′18.95″N 10°19′28.66″E | | In attività                             |
| * 1º N.C.R. - Nucleo controllo e ricerca * 1º D.A.I. - Distaccamento autonomo interforze (non più esistente dal 12 gennaio 2007) | Via dei Vigneti, 2                                                                             | Monterotondo              | RM        | Lazio                 | 42°02′37.74″N 12°37′25.12″E | | chiuso                                  |
| * 3º N.C.R. - Nucleo controllo e ricerca * 3º N.C.R.L. - Nucleo comunicazioni e radiolocalizzazioni (non più esistente dal 12 gennaio 2007) | Via Nora                                                                                       | Pula                      | CA        | Sardegna              |                             | | In attività                             |
| * 4º N.C.R. - Nucleo controllo e ricerca * 4º N.C.R.L. - Nucleo comunicazioni e radiolocalizzazioni (non più esistente dal 12 gennaio 2007) | Via Vicinale Croci - Strada provinciale nº 87 - Punta Palascìa - Località San Nicola di Casole | Otranto                   | LE        | Puglia                | 40°06′37.01″N 18°30′26.84″E | | In attività                             |
| * 5º N.C.R. - Nucleo controllo e ricerca * 5º N.C.R.L. - Nucleo comunicazioni e radiolocalizzazioni (non più esistente dal 12 gennaio 2007) |                                                                                                | Messina                   | ME        | Sicilia               |                             | | In attività                             |
| * 6º N.C.R. - Nucleo controllo e ricerca * 6º N.C.R.L. - Nucleo comunicazioni e radiolocalizzazioni (non più esistente dal 12 gennaio 2007) |                                                                                                | Portopalo di Capo Passero | SR        | Sicilia               |                             | | In attività                             |
| * 7º N.C.R. - Nucleo controllo e ricerca * 7º N.C.R.L. - Nucleo comunicazioni e radiolocalizzazioni (non più esistente dal 12 gennaio 2007) |                                                                                                | Pantelleria               | TP        | Sicilia               |                             | | In attività                             |
| * 9º N.C.R. - Nucleo controllo e ricerca * 7º D.A.I. - Distaccamento autonomo interforze (non più esistente dal 12 gennaio 2007) | Lampedusa                                                                                      | Lampedusa e Linosa        | AG        | Sicilia               |                             | | In attività                             |
| * 1º D.A.I. - Distaccamento autonomo interforze (non più esistente dal 12 gennaio 2007) |                                                                                                | Fiumicino                 | RM        | Lazio                 |                             | | Non più in attività dal 12 gennaio 2007 |
| * 1º N.C.R.L. - Nucleo comunicazioni e radiolocalizzazioni (non più esistente dal 30 aprile 2004) | Via Pegorina, 251 - Località Sant'Anna                                                         | Chioggia                  | VE        | Veneto                | 45°07′43.71″N 12°16′24.7″E  | | Non più in attività dal 30 aprile 2004  |
| * 8º N.C.R.L. - Nucleo comunicazioni e radiolocalizzazioni (non più esistente dal 12 gennaio 2007) | Località di Amendola                                                                           | Manfredonia               | FG        | Puglia                |                             | | Non più in attività dal 30 aprile 2004  |

## Comandanti del C.I.I.
- (1999 - settembre 2004) - Capitano di Vascello Romano Sauro
- (2008 - ) Generale di brigata Mario Carlo Chiusaroli
- (2008 - 2012) Contrammiraglio Fabio Rossi
- (2013 - luglio 2016) Generale di brigata aerea Giandomenico Taricco
- (luglio 2016 - 2018) Generale di brigata Fernando Paglialunga
- (2018 - ottobre 2019) Generale di brigata Giorgio Cipolloni

## Armoriale

Crest dell'U.T.O. - Ufficio tecnico operativo del C.I.I. - Centro intelligence interforze
Distintivo d'appartenenza a bassa visibilità del Gr.R.E.A., Componente Aerea del C.I.I. - Centro intelligence interforze da apporre sul pettorale sinistro dell'uniforme di volo, per tutti i militari dipendenti direttamente dal gruppo